# Джвари (Шуахевский муниципалитет)
Джвари (груз. ჯვარი) — село в Грузии, на территории Шуахевского муниципалитета автономной республики Аджария.

## География
Село находится в юго-западной части Грузии, на правом берегу реки Ванисцкали (бассейн Аджарисцкали), на расстоянии 6 километров (по прямой) к северо-востоку от посёлка городского типа Шуахеви, административного центра муниципалитета.

## Население
По результатам официальной переписи населения 2014 года, в Джвари проживало 43 человека (24 мужчины и 19 женщин). В национальной структуре населения грузины составляли 100 %.
| Год  | Население, человек |
| ---- | ------------------ |
| 2002 | 113                |
| 2014 | ↘ 43               |